# 黃肉樹佛州節蜱
黃肉樹佛州節蜱（学名：[Floracarus hypophae] 错误：{{Lang}}：文本有斜体标记（帮助））为節蜱科佛州節蜱屬下的一个种。